# Gerhard Ehninger
Gerhard Ehninger (* 11. Juni 1952 in Simmozheim) ist ein deutscher Mediziner. Er lehrte von 1994 bis 2018 als Professor für Innere Medizin an der TU Dresden. Aktuell ist er Geschäftsführer (CMO) von AvenCell Europe GmbH und geschäftsführender Gesellschafter von Cellex Cell Professionals. 

## Leben und Werk
Nach dem Abitur am Hermann-Hesse-Gymnasium in Calw hat Ehninger an der Eberhard-Karls-Universität in Tübingen Medizin studiert und promoviert. Es folgte die Tätigkeit als Wissenschaftlicher Assistent, die Habilitation und die Facharztanerkennung als Internist. Danach arbeitete er dort als Oberarzt. Die Bereiche Hämatologie und Onkologie wurden seit 1978 seine Arbeitsschwerpunkte. Zahlreiche klinische Studien mit begleitenden pharmakologischen Untersuchungen beschrieben erstmals die Pharmakokinetik und den Metabolismus und die Wirksamkeit von Mitoxantron in der Kombination mit Cyclophosphamid  bei Patientinnen mit Brustkrebs. Weitere Arbeiten zur Anwendung bei Leukämien folgten.
Ab 1986 übernahm er die Leitung des Knochenmarktransplantationsbereiches an der Medizinischen Klinik Tübingen. Besondere Schwerpunkte waren die Übertragung von Blutstammzellen von unverwandten Spendern, die Vermeidung der Reaktion der übertragenen Blutstammzellen gegen Patientengewebe, die Diagnose und Behandlung von Virusinfektionen und die pharmakologischen Eigenschaften der angewandten Medikamente.
Unter seiner Leitung wurden die ersten erfolgreichen Übertragungen von unverwandten Blutstammzellen in Deutschland durchgeführt.
Der Mangel an unverwandten Spendern in Deutschland veranlasste ihn als Sekretär der Deutschen Arbeitsgemeinschaft für Knochenmark- und Blutstammzelltransplantion 1987 einen Antrag bei der Deutschen Krebshilfe zum Aufbau einer Spenderdatei aus der Reihe der Blutspender zu stellen. Danach gründete Ehninger 1991 gemeinsam mit Peter Harf die Deutsche Knochenmarkspenderdatei (DKMS). Nach einem Jahr waren bereits 100.000 Freiwillige registriert. Ein wichtiger Schritt zur raschen Spendervermittlung war die komplette Typisierung der relevanten HLA-Merkmale.
Heute ist die DKMS die weltgrößte Einzeldatei mit Töchtern in Polen, England und den USA.
1994 wurde er auf den Lehrstuhl Innere Medizin an der Technischen Universität Dresden berufen. Dort gelang es mit Unterstützung der Deutschen Krebshilfe, die Versorgung der Patienten mit Krebserkrankungen zu verbessern und ein interdisziplinäres Spitzenzentrum zur Behandlung von Tumorerkrankungen aufzubauen. Das Mildred-Scheel-Gebäude ist heute eines der größten europäischen Transplantationszentren. Es wurden dort viele neue Behandlungsverfahren entwickelt.
Zahlreiche Verbesserungen in der Leukämietherapie wurden in nationalen und internationalen Studiengruppen erzielt. Ehninger leitet heute die Studienallianz Leukämien mit über 50 Kliniken in Deutschland und Tschechien. Er war Antragssteller und Gründer des DFG Sonderforschungsbereiches 655 von Zellen zu Geweben.
2002 gründete Ehninger die Firma Cellex und 2011 zusammen mit Michael Bachmann die Firma GEMoab Monoclonals. In diesen Firmen werden neue Medikamente aus ihren wissenschaftlichen Arbeiten zur Immuntherapie mit neuen Antikörpern und gentechnologisch veränderten Immunzellen entwickelt.
Seit 2017 ist er Ehrenmitglied in der Deutschen Gesellschaft für Hämatologie und Medizinische Onkologie.
2018 wurde Ehninger an der TU Dresden emeritiert. Seither hat er seine Aktivitäten intensiviert, für Patienten mit Leukämien und Krebserkrankungen immunologische Behandlungsmethoden wie bispezifische Antikörper und zelluläre Therapien zu entwickeln. Zur Stärkung der Forschungsaktivitäten zu an- und abschaltbaren gentechnologischen veränderten T-Zellen unter Verwendung auch Zellen gesunder Spender und Finanzierung der klinischen Studien brachte er GEMoaB und Teile von Cellex in AvenCell Inc. mit Sitzen in Cambridge (USA) und Dresden (Deutschland) ein.

## Sonstiges Engagement
Ehninger hatte sich in zahlreichen Gremien wie der Bundesärztekammer, Deutschen Forschungsgemeinschaft und Fachgesellschaften engagiert. Von 2004 bis 2012 war er Geschäftsführender Vorsitzender der Deutschen Gesellschaft für Hämatologie und Onkologie (DGHO). 2010 machte er darauf aufmerksam, dass die Blutbildveränderungen bei Claudia Pechstein durch eine angeborene Kugelzellanämie und nicht durch Doping bedingt sind.
Ehninger positionierte sich gegen die als Pegida bekannt gewordenen Demonstrationen gegen die „Islamisierung des Abendlandes“ und organisierte mit dem Verein „DRESDEN – Place to be! e. V.“ ein Festival mit, bei dem unter anderem Herbert Grönemeyer, Keimzeit und Silly auftraten.
Mit zahlreichen weiteren Veranstaltungen setzt er sich für ein weltoffenes und tolerantes Dresden ein. Nach den Ereignissen vor der Frauenkirche am 3. Oktober 2016 formierte er unter dem Motto „Was uns eint“ das Bündnis „Dresden.Respekt“ mit breiter Beteiligung von Bürgern, Verbänden, Kirchen, Kultureinrichtungen, Parteien und Vertretern der Stadt.

## Auszeichnungen
- Stipendiat der Studienstiftung des Deutschen Volkes 1971–1978
- Preis für Transfusionsmedizin der Blutspendedienste des Deutschen Roten Kreuzes für seine wissenschaftlichen Leistungen auf dem gesamten Gebiet der Knochenmark- und Stammzelltransplantation sowie Zelltherapie 2006
- Erich-Kästner-Preis 2017
- Ehrenmitglied der Deutschen Gesellschaft für Hämatologie und Onkologie 2017
- Ehrenmedaille der Technischen Universität Dresden 2025[22]
- Bundesverdienstkreuz am Bande 2025[23]